# Jong Ok-jin
Jong Ok-jin, född 6 juni 1945, är en nordkoreansk före detta volleybollspelare.
Hon blev olympisk bronsmedaljör i volleyboll vid sommarspelen 1972 i München.